# Konecchlumí
Konecchlumí – gmina w Czechach, w powiecie Jiczyn, w kraju hradeckim. Według danych z dnia 1 stycznia 2014 liczyła 388 mieszkańców.
W wiosce znajduje się barokowy kościół św. Piotra i Pawła i pomnik Viléma Konecchlumský'ego, straconego w 1621 roku.